# 2016년 안스바흐 폭탄 테러
2016년 7월 24일 독일 바이에른주 안스바흐의 한 와인바 외부에서 폭탄 테러가 발생하였다. 범인인 모하마드 달릴은 27세의 시리아 난민으로, 2년 전에 독일 난민 신청을 거부당한 것으로 알려졌다.